# Creueta (motor)

Efecte de la creueta (dreta) sobre el fregament del pistó amb el cilindre
En vermell acció en blau reacció

La creueta és un dispositiu mecànic que es fa servir en grans màquines alternatives, com ara compressors alternatius, màquines de vapor, grans motors dièsel, com ara els utilitzats en la propulsió de vaixells, per eliminar la pressió lateral sobre el pistó.

## Funcionament
En les màquines alternatives la biela connecta directament el pistó amb el cigonyal. Però això transmet forces transversals al pistó, ja que la monyeca del cigonyal (i així la direcció on s'aplica la força) es mou de banda a banda amb el moviment giratori de la manovella. Aquestes forces transversals són tolerables en un motor petit, però en motors més grans aquestes forces molt més grans causarien un grau intolerable de desgast del pistó i del cilindre ( vegeu:  llei quadràtic-cúbica), així com augmentant la fricció total en el motor.
La creueta, que sol ser una peça de fosa, connecta la tija del pistó al peu de la biela, forçant-ho a moure en línia recta. Això és a causa que la creueta està proveïda de patins que llisquen sobre les guies del bastidor, el que obliga l'ull de la biela a una trajectòria predeterminada al llarg de l'eix del cilindre. Els patins de la creueta pot ser amb revestiment antifricció o sense, i llisquen sobre guies, que pot ser pla, en forma de V o cilíndrica. La creueta també allotja el boló del pistó en l'extrem petit dels pivots de les bieles. D'aquesta manera, les forces transversals s'apliquen només a l'escaire i els seus coixinets, no en el propi pistó. L'ús de la creueta és particularment essencial quan l'èmbol té una longitud limitada, que proporcionaria per tant una superfície de guia insuficient.

## Ús
Els motors de combustió interna utilitzen travessers per fer més fàcil el manteniment de la part superior del motor, ja que els pistons es pot treure fàcilment. El fill de pistó està muntat a la part inferior del pistó i connectat a la creueta per una sola rosca en els motors de doble acció. Els grans motors dièsel marins de dos temps solen ser d'aquest patró. Els grans motors dièsel tenen sovint una bomba d'oli d'èmbol unida directament a l'escaire per subministrar oli a alta pressió al coixinet de la creueta.
La gran majoria dels motors de vapor van ser construïts amb creueta. En el cas de la màquina de vapor, una creueta és essencial si el motor ha de ser de doble efecte - vapor s'aplica a banda i banda del pistó, el que requereix un segell al voltant de la vareta del pistó. Una excepció és el motor de vapor amb cilindre oscil·lant que pot ser de doble efecte i, no obstant això no té cap creueta.
El mateix s'aplica als motors dièsel de doble efecte com els 12 motors MAN de doble efecte 2 carreres i 9 cilindres projectats per als cuirassats de la classe H.
Creuetes a les locomotores de vapor es pot muntar amb una guia muntada per sobre del travesser o dos, un a dalt i altre a baix (anomenat creueta cocodril, ja que té dues "mordasses").

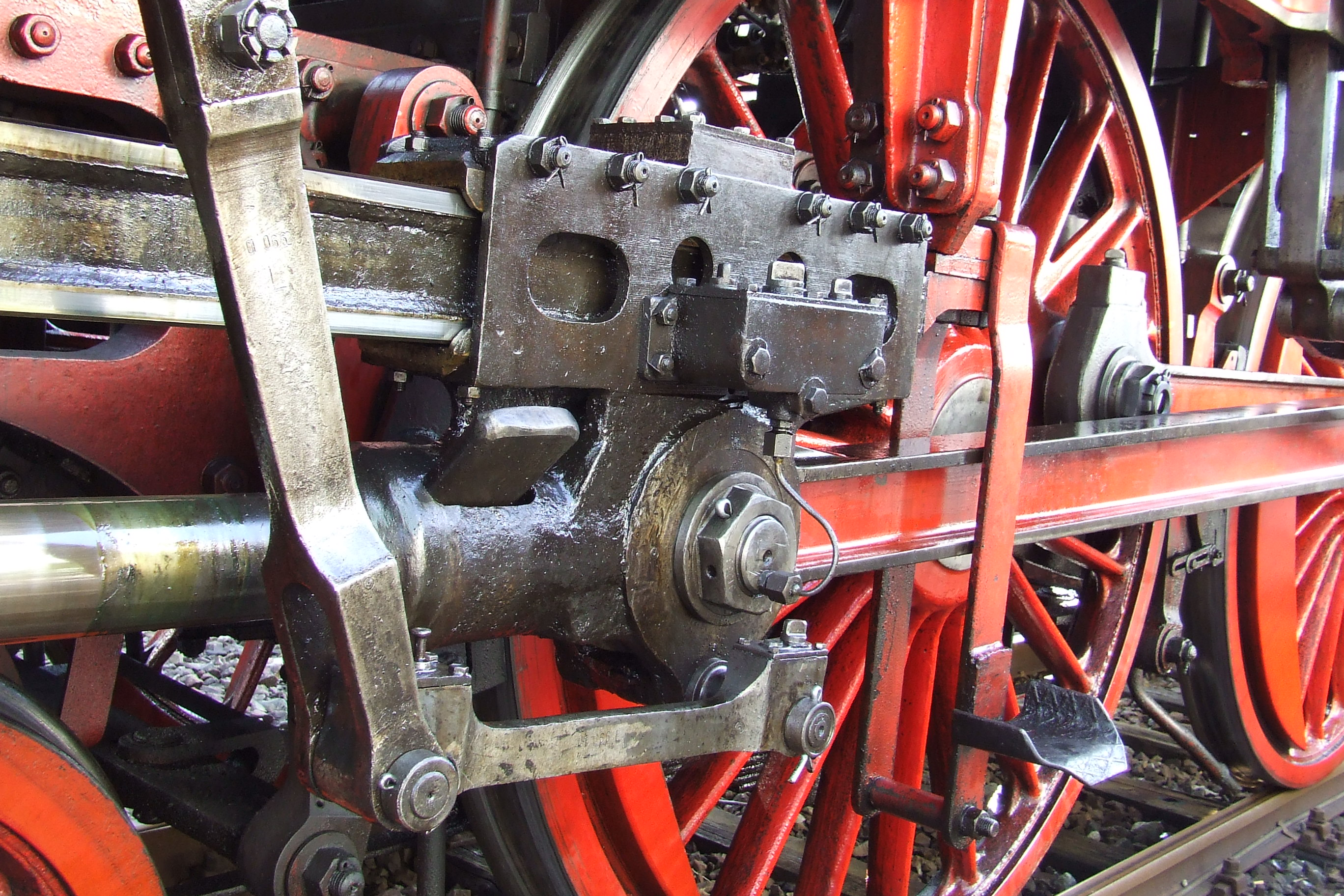
escaire simple
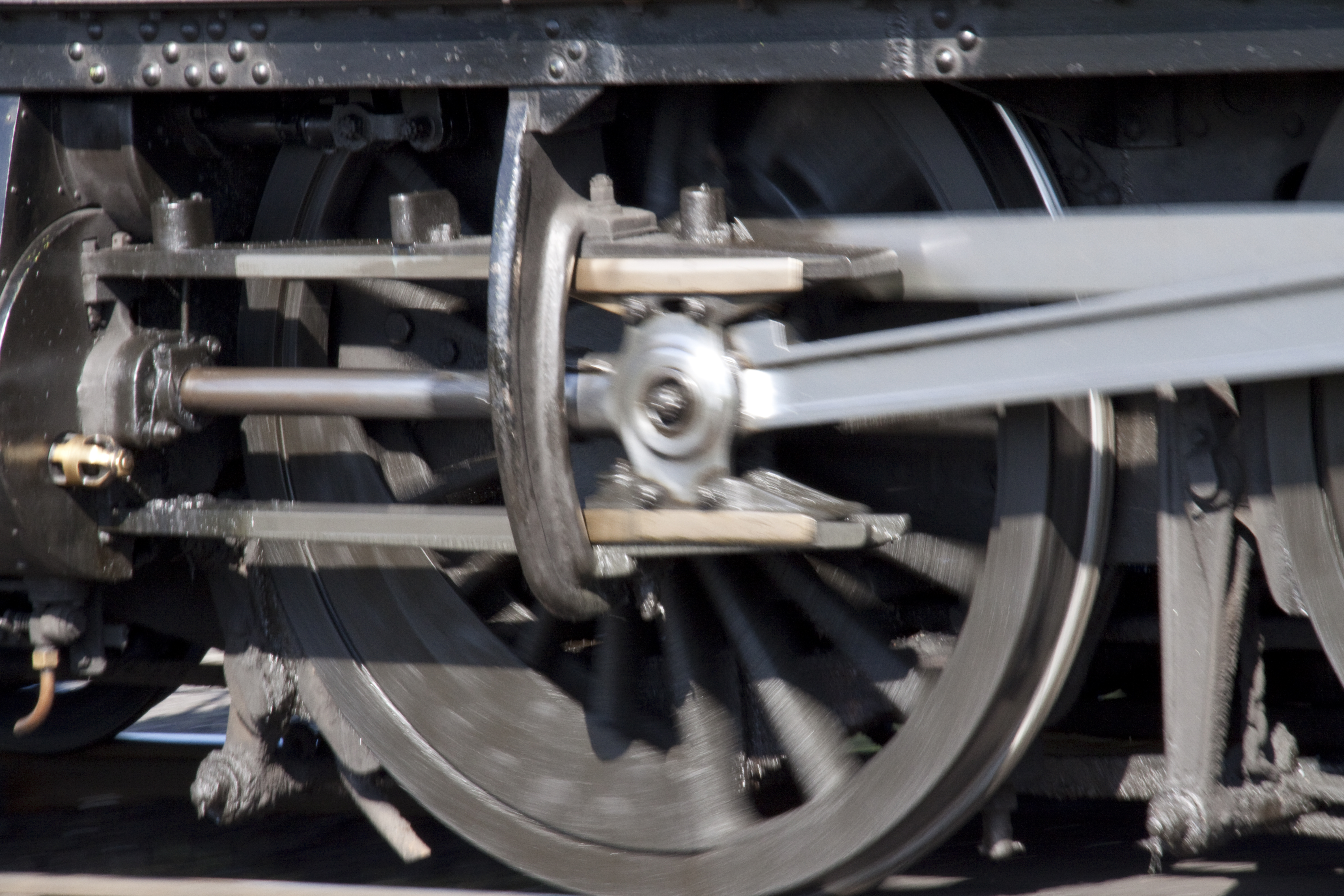
escaire de cocodril

En moltes màquines de vapor marines del segle xix, la creueta era una barra de metall forta unida al plançó del pistó i perpendicular a ell, que s'utilitzava de vegades per eliminar les forces transversals, com en un motor d'agulla, i altres vegades utilitzat com un enllaç a les barres laterals en un costat de la palanca del motor o de bieles en un motor quadrat.